# 357
357 је била проста година.

## Догађаји
- Википедија:Непознат датум — У хришћанској традицији помиње се појава Часног Крста у Јерусалиму
- Википедија:Непознат датум —  Почео Сабор у Сирмијуму

- 28. април – Цар Констанције II први пут улази у Рим да прослави победу над Магненцијем. Обраћа се Сенату и римском народу.
- 25. август – Битка код Стразбура: Јулијан, Цезар (заменик цара) и врховни командант римске војске у Галији, извојевао је важну победу против Алемана код Стразбура (Аргенторатум), потискујући варваре иза Рајне.
- Основана је Царска библиотека у Цариграду.
- Амијан Марцелин описује Пантеон као „заобљен попут границе хоризонта и засведен прелепом узвишеношћу“.
- Зима – Констанције II прима изасланике Персијског царства. Они захтевају да Рим врати земље које је предао краљ Нарсех.
- У Кини почиње владавина Фу Ђијана, цара бившег Ћина.
- Алани разбијају хунску војску у западној Азији.
- Крајем године папа Либерије путује у Сирмијум (Панонију) и пристаје да потпише документе који поништавају Никејски символ вере и да прекине свој однос са бившим александријским патријархом Атанасијем, кога на месту александријског патријарха замењује његов аријански противник Георгије Кападокијски.
- Мошти Светог апостола Андреја по наређењу цара Констанција II пренете из Патре у Цариград и положене у цркву Светих апостола.
- Свети Василије Велики из Цезареје посећује Египат.